# Иалмен
Иалмен (Ялмен, др.-греч. Ἰάλμενος; дословно — «спешащий») — персонаж древнегреческой мифологии.
Сын Ареса и Астиохи. Царь Орхомена минийского. А. Ф. Лосев подчёркивает, что в Иалменее проявляются черты необузданности, дикости и жестокости его отца. Псевдо-Гигин назвал Иалмена и его брата Аскалафа уроженцами Аргоса, сыновьями Лика и Перниды. Данная интерпретация мифа больше нигде не встречается.
Согласно Псевдо-Аполлодору Иалмен присоединился к Ясону и другим героям, которые отправились на корабле «Арго» в Колхиду за золотым руном. Иалмен был одним из нескольких десятков женихов Елены. Приёмный отец невесты спартанский царь Тиндарей оказался перед сложным выбором. Из множества знаменитых воинов, царей, сыновей богов он мог получить одного друга, ставшего мужем Елены, и несколько десятков рассерженных врагов. По совету Одиссея Тиндарей обязал всех женихов дать клятву признать будущего мужа Елены и, что главное, прийти ему на помощь в случае опасности и обиды. В итоге супругом Елены стал Менелай, но Иалмен оказался связанным на всю жизнь данной Тиндарею клятвой. Когда через десять лет троянский царевич Парис при содействии Афродиты похитил Елену, Иалмен со своим войском был вынужден влиться в армию ахейцев, отправившуюся к стенам Трои.
Впервые упомянут в «Илиаде» Гомера в качестве героя, который вместе с братом Аскалафом привёл под стены Трои из Орхомена минийского и Аспледона 30 кораблей. Аскалаф и Иалмен перечислены среди в составе семи героев, которым Агамемнон поручил нести стражу перед воротами Трои. Диктис Критский передаёт несколько связанных с Иалменом мифов. В частности он занят сбором дров для погребального костра Патрокла, участвует в битве с амазонками Пенфесилеи.
Согласно Квинту Смирнскому сидел в троянском коне. Согласно Страбону после взятия вместе со своими людьми основал колонию на Понте Эвксинском, либо стал царём на острове Аретиада. По другой версии мифа был похоронен вместе с братом в родном Орхомене.